# 無賴幫
無賴幫（英語：Rogues）是美國DC漫畫的超級反派組織，由冷凍隊長領導，包括鏡子大師、熱浪、天氣巫師、魔術師、花笛手、尖鋒人和迴旋鏢隊長。 這種鬆散的犯罪組織自稱為流氓，不願使用“超級惡棍”或“超罪犯”一詞 。

## 團隊歷史
無賴幫不同於DC宇宙其他反派組織，它是一個不尋常的社會群體，維護著行為準則和高標準的接受度。任何Rogue都不能繼承另一個Rogue的身份。 而且，即使先前的Rogue已死，僅僅獲得前Rogue的服裝，裝備或能力也不足以成為Rogue。 除非絕對必要，否則他們不會殺死任何人。 此外，Rogue不使用毒品 。

## 其他媒體

### 影集
- 綠箭宇宙：主要出現於《閃電俠》劇中，多次數位反派聯手被稱為無賴幫
  - 第一個化身出現在第一季和第二季，由寒冷隊長、熱浪和金色滑翔手組成。
  - 第三季，未來閃電俠曾說過日後將會對抗無賴幫
  - 在第五季中，銀魂打算組成少年無賴幫並招募天氣女巫。 然而，後者在玻利維亞拋棄了她，並與 Bug-Eyed Bandit、Rag Doll 和 XS 組成了 Young Rogues。
  - 第二個化身出現在第九季，由紅色死神組成，由迴力鏢隊長、提琴手、穆爾莫、彩虹攻擊者和大猩猩格魯德組成。 這個版本的團隊使用基於韋恩企業設計的設備。此外，閃電俠組建了自己的無賴幫，希望改造他們並對抗紅色死神。 招募花笛手、金臉、火辣和寒冷布萊恩。 儘管寒冷布萊恩暫時投奔了紅色死神，但閃電俠感化他善良的本性。

### 電影
- 無賴幫出現在《正義聯盟：閃電俠之逆轉》中。包括冷凍隊長，熱浪隊長，飛旋鏢隊長，TOP和鏡子大師。 Eobard Thawne利用它們來引誘Flash，以便他可以摧毀中央城，因為他們的腰帶上掛著炸彈。

### 電子遊戲
- 無賴幫在蝙蝠俠：英勇無畏電子遊戲中以頭目出現，使用電視連續劇中相同的名單。
- 無賴幫在MMORPG，“ DC Universe Online”中作為子老闆出現，作為斯特賴克島監獄預警的一部分。在閃電襲擊的中心城市賞金活動（英雄方面）中，它們也作為單獨的敵人出現。
- 在超級英雄：武力對決2中，前無賴幫成員冷凍隊長加入了Gorilla Grodd協會，以報仇他的妹妹Golden Glider及其同胞被超人政權殺死的仇，這使他放棄了自己的原則並積極謀求殺死Flash，以報復他在該政權中的角色，即使巴里·艾倫（Barry Allen）後來反對該政權。冷凍隊長在戰鬥前的一些對話中也提到了無賴幫。

## 資料來源
1. ↑  Jimenez, Phil. . Dougall, Alastair  (编). . New York: Dorling Kindersley. 2008: 124–127. ISBN 0-7566-4119-5. OCLC 213309017.
2. ↑  Cowsill, Alan; Irvine, Alex; Korte, Steve; Manning, Matt; Wiacek, Win; Wilson, Sven. . DK Publishing. 2016: 254. ISBN 978-1-4654-5357-0.